# Pontons (Landes)
Pontons d'Ador (en francès Pontonx-sur-l'Adour) és un municipi francès situat al departament de les Landes i a la regió de la Nova Aquitània.

## Demografia
| 1962                                       | 1968  | 1975  | 1982  | 1990  | 1999  | 2007  |
| ------------------------------------------ | ----- | ----- | ----- | ----- | ----- | ----- |
| 1.588                                      | 1.620 | 1.659 | 1.638 | 1.887 | 2.072 | 2.367 |
| Des de 1962: població sense dobles comptes |       |       |       |       |       |       |

## Administració
| Període | Identitat      | Partit |
| ------- | -------------- | ------ |
| 1989-   | Bernard Subsol | PS     |